# Пешнев, Сергей Григорьевич
Сергей Григорьевич Пешнев (1918 — 1968) — советский инженер-конструктор и учёный в области радиотехнических систем управления ракет и космических аппаратов, участник создания и запуска первого в мире искусственного спутника Земли (1957). Лауреат Сталинской премии (1950).

## Биография
Родился 6 марта 1918 года в селе Новое, Новинской волости Клинского уезда Московской губернии.

### Образование и участие в Великой Отечественной войне
С 1938 по 1941 год обучался в Военной электротехнической академии связи, по окончании которой получил специализацию радиоинженера.
С 1941 года участник Великой Отечественной войны в составе 26-го гвардейского стрелкового корпуса в составе 6-й и 5-й ударной армии в должности старшего помощника начальника связи корпуса. Воевал в составе  Воронежского, Юго-Западного, 3-м Украинского и 1-го Белорусского фронтов. С. Г. Пешнев был участником освобождения Варшавы и Берлинской наступательной операции с последующем взятием Берлина. За период войны и проявленные при этом мужество и героизм С. Г. Пешнев был удостоен двумя орденами  Отечественной войны II и I степеней и двумя орденами Красной Звезды.

### В НИИ-885 и участие в Космической программе
С 1947 года на научно-исследовательской работе в НИИ-885 в системе Министерства промышленности средств связи СССР в должности руководителя группы отдела под руководством Е. Я. Богуславского, С. Г. Пешнев был активным участником разработки и создания первых телеметрических систем СТК-1 «ДОН», для первой баллистической ракеты «Р-1» и  баллистической оперативно-тактической ракеты «Р-2». 
3 марта 1950 года Постановлением СМ СССР «За разработку новой радиоаппаратуры (за систему радиолокации баллистических ракет дальнего действия, точнее за разработку новой радиоаппаратуры (многоканальной радиотелеметрической системы "Дон") для изучения процессов, происходящих на движущихся объектах, где невозможна или затруднена непосредственная регистрация показаний приборов, примененная при испытаниях ракет дальнего действия Р-1 и Р-2» С. Г. Пешнев был удостоен Сталинской премии III степени
С 1955 по 1968 год — руководитель лаборатории НИИ-885,  С. Г. Пешнев был активным участником внёсшим весомый вклад в разработку и создание радиотехнических систем управления двухступенчатой межконтинентальной баллистической ракеты  «Р-7», в запуске Первого в мире искусственного спутника Земли, был активным участником разработки систем радиоуправления и связи для космических аппаратов исследования Луны и пилотируемых космических кораблей, в том числе первого из них — «Восток-1».
21 декабря 1957 года Указом Президиума Верховного Совета СССР «За создание и запуск Первого в мире искусственного спутника Земли С. Г. Пешнев был награждён  Орденом «Знака Почёта».
Скончался 18 ноября 1968 года в Москве, похоронен на Кузьминском кладбище.

## Награды
- Орден Отечественной войны II (04.09.1944) и I (10.02.1945) степеней
- Орден Трудового Красного Знамени
- Орден Красной Звезды (24.10.1943, 01.06.1945)
- Орден «Знак Почёта» (21.12.1957)
- Медаль «За победу над Германией в Великой Отечественной войне 1941—1945 гг.» (09.05.1945)
- Медаль «За взятие Берлина» (09.06.1945)
- Медаль «За освобождение Варшавы» (09.06.1945)[2][1][3]

### Премии
- Сталинская премия (3.03.1950)[4][1]